# Webアンケート
Webアンケートは21世紀初め頃から行われてきたシステムである。
主にブラウザのフォーム機能、アプリを利用したアンケートシステムであり、様々な方面で使用されている。

## 種類
- 非対価型アンケート - 主に商品利用者に直接アンケート調査を行う
- 対価型アンケート - ASPとして設立し、モニター会員を募集することで、非常に少額の報酬をモニター会員に支払うことで常時アンケートを行う

## 問題点
- 非常に少額の報酬故回答者が設問を読まない。
- 非常に少額の報酬故回答者が模造回答を行い、より多くの報酬を得ようとする。
- 日本国内においては最低時給に準じない為、アンケート依頼主が経費を節約するために、アンケートASPにない制限を使用し、非常に多大な設問数を用意する。
- ロボット等による自動回答を阻止するために、アンケート回答者に多大な労力を強いることがある。

## その他
- Webアンケートにより合致した人に会場調査やオンライン動画調査で声や表情でアンケート内容をくみ取る
- Webアンケートにより合致した人にサンプル品を送付し、試用の感想等をWebアンケートで伺う。
- Webページの操作動画並びに操作している場面を声によって録画し、その録画を提出する方法。
- アンケートとしては設問がないが、定型の自由文書を記述させることにより、AIによって不満を汲み取る。